# Usha Kiran Khan
Usha Kiran Khan (Bihar, 24 de octubre de 1945-Patna, 11 de febrero de 2024) fue una escritora e historiadora india.

## Biografía
Trabajó en las lenguas hindi y maithili.
Contrajo matrimonio con Ram Chandra Khan, fue madre de cuatro hijos.
Galardonada con el Premio Sahitya Akademi en 2011 y el Premio Padma Shri en 2015.  
Khan falleció el 11 de febrero de 2024 a los 78 años, en un hospital privado de Patna, Bihar.

## Premios
- 2015, Premio Padma Shri.
- 2011, Premio Sahitya Akademi por su novela Maithili.[3]